# Otroea
Otroea is een kevergeslacht uit de familie van de boktorren (Cerambycidae). De wetenschappelijke naam van het geslacht werd voor het eerst geldig gepubliceerd in 1866 door Pascoe.

## Soorten
Otroea omvat de volgende soorten:
- Otroea cinerascens Pascoe, 1866
- Otroea semiflava Pascoe, 1866